# 魯弗蘭的地下迷宮與魔女的旅團
《魯弗蘭的地下迷宮與魔女的旅團》是一款由日本一開發的迷宫探索角色扮演遊戲，2016年6月23日於PlayStation Vita發售。2017年9月移植到PlayStation 4，2018年9月移植到Windows和任天堂Switch。PlayStation 4與Switch版在臺灣與香港均有推出繁體中文版。
魔女朵洛妮亞來到了名為魯弗蘭的小鎮，目的是探索鎮上的古老迷宮，迷宮中充滿各種危險，但也有可能發現寶藏。魔女派遣一本擁有意志的神秘之書「妖路歷程」，指揮著由魔法士兵組成的冒險隊伍「魔女的旅團」，踏入迷宮以解開其中的奧秘。
續作《迦雷里雅的地下迷宮與魔女的旅團》（ガレリアの地下迷宮と魔女ノ旅団）在2020年11月26日於PlayStation 4與PlayStation Vita平台發售，2023年2月15日於Windows平台發售。

## 遊玩方式

遊戲戰鬥畫面，玩家可使用特殊指令來提升隊伍的攻擊或防禦力

本作是一款迷宮探索與角色扮演遊戲。遊戲目標是探索傳說中的迷宮，在迷宮中尋找寶物、與怪物戰鬥。迷宮的探索畫面採用第一人稱視角，迷宮的背景圖採用3D模組，人物與怪物則是2D圖像。遊戲介面上提供小地圖，展示探索路徑、怪物位置、寶物位置等資訊。在探索系統方面，「破壞牆壁」是本作的一項特色，有時只要打通一道牆壁就會出現隱藏道路。在戰鬥方面，在迷宮中只要接觸到敵人就會進入一個回合制的戰鬥畫面，每回合可採取攻擊、戰技、防禦等指令。
實際戰鬥是由各種「人偶兵」來執行，人偶兵有6種基本職業，諸如星輝騎士、武忍者、劇團之星、聖潔城塞騎士、境界魔術師、迅猛獵手，各職業擅長的戰鬥方式與技能都不盡相同，另外每種職業都能選擇男性或女性外貌，選擇不同的性格也會影響角色的基礎素質。比方說聖潔城塞騎士擁有較高的防禦力，擅長守護隊友；武忍者的攻擊速度偏高但防禦力偏低，擁有在一回合中攻擊兩次的二刀流技能。人偶兵藉由鍛鍊升級來提高基礎素質與學習新技能，此外「轉生」系統讓人偶兵可以轉生成其他職業，繼承原本職業的技能，但又能學習其他職業的專屬技能。人偶兵可以多人組隊方式而形成一個「偶團」，一個偶團最多可容納8名人偶兵，玩家最多可操作5個偶團，這表示我方場上最多可以出場40人。不過一個偶團的組成結構是由「結魂書」來決定，不同的結魂書會影響可上場戰鬥的人數、可上場的職業類型、以及可施展的戰鬥技能。戰鬥技能相當於本作的法術招式，不同於其他遊戲，本作可使用的法術並非透過角色成長來取得、只能藉由裝備不同的結魂書來施展。戰鬥時需要考量「站位」與「陣型」，站位分為前衛與後衛，前衛距離敵人較近也較容易被敵方攻擊，適合安排近戰型或防守型人員；後衛則適合遠程攻擊或輔助型人員。當偶團設定成特定的站位條件後就會演變成陣型，不同陣型可能會強化隊伍的攻防能力。

## 故事背景
地處邊境的小鎮「魯弗蘭」，鎮上的水井下隱藏著一座地下迷宮。傳說在迷宮之中有各種寶物，過去曾有無數人前來挑戰探索這座迷宮但幾乎都喪命其中，原因是迷宮中充滿人類無法承受的瘴氣。一位名為「朵洛妮亞」的魔女與其弟子「露卡」來到此處，面對瘴氣的威脅，魔女並未親自下場，而是任命一本擁有自我意識的書本「妖路歷程」前去探索。玩家將扮演這本妖路歷程，指揮著一群由魔力驅動的人偶軍團－亦即「魔女的旅團」，突破路途中的怪物與陷阱，以獲得傳說中的寶物或了解這個世界的真相。

## 登場人物
朵洛妮亞（Dronya，聲優：仙台惠理）
身著黑衣的黑髮魔女。原為侍奉王室的宮廷魔女，因其紅藍交織的雙瞳而被人稱作「薄暮魔女」，對外自稱「巫婆・雅加」。受到委託而來到魯弗蘭市，試圖探索傳說中的地下迷宮。
露卡（Luca，聲優：種崎敦美）
朵洛妮亞的弟子，跟隨她四處旅行。性格活潑，情感豐富且單純，想哭就哭、想笑就笑。雖然年紀還小，但實際上負責照顧朵洛妮亞的所有生活起居，洗衣煮飯等雜務通通包辦。
妖路歷程（Tractatus de Monstrum）
被詛咒的傳說之書。據說過去有一個男人曾探索地下迷宮並且是唯一存活歸來的人，這個男人不僅探索完整個迷宮，甚至解開了其中隱藏的真相，這本書便是男子遺留之物。書中封印著玩家的靈魂，玩家便是以此書的視角進行遊戲。
涅爾德（Neldo，聲優：福島潤）
主角在地下迷宮中遇到的神祕青年。腰間佩帶長劍、身著貴族氣息服裝的銀髮男子。對於朵洛妮亞在迷宮中的調查行為感到不滿，甚至試圖以武力阻止探索。
佩特羅涅（Petrone，聲優：佐佐健太）
魯弗蘭市的代理領主，同時也是城市中第一大商會－佩特羅涅商會的會長。他就是拜託「巫婆・雅加」前來探索地下迷宮的委託人。
瑪莉艾妲（Marietta，聲優：桑原由氣）
魯弗蘭市修道院的修女。擁有一頭紅色長髮，其中一隻眼睛戴著眼罩。平時只以番薯為主食，過著清貧的生活。但其實沒有非常遵守教條，假如有機會喝酒吃肉也不會抗拒，對於朵洛妮亞似乎抱有特殊的感情。
尤莉艾緹（Juliet，聲優：佐佐木未來）
富蘭德爾商會的千金小姐，富蘭德爾商會是魯弗蘭市之中僅次於佩特羅涅商會的第二大商會。平時總是撐著一把藍白色的洋傘，在魯弗蘭市很有名氣，廣受市民喜愛。

## 開發
2015年6月，在日本一寄給玩家的夏季賀卡之中就出現「Project Refrain」的新作開發代號。同年7月，日本雜誌電擊PlayStation正式公布《魯弗蘭》的遊戲名稱，也透露遊戲平台為PlayStation Vita。最初預定在2016年1月於日本地區發售，但最終延期至6月23日。2017年6月，官方宣布遊戲將在日本地區推出PlayStation 4版。2017年9月28日，PS4繁體中文版與日文版同步發售。2018年2月，官方宣布遊戲將在歐美地區推出PS4、Windows、Switch版。2018年9月18日，PS4、Windows、Switch的英文版在北美地區推出。9月27日，Switch繁體中文版與日文版同步發售。

## 反響
| 汇总媒体   | 得分                       |
| ---------- | -------------------------- |
| Metacritic | PS4：75/100 Switch：79/100 |

| 媒体                  | 得分   |
| --------------------- | ------ |
| Game Informer         | 8.5/10 |
| Fami通                | 32/40  |
| PlayStation Lifestyle | 8/10   |

Fami通在遊戲PSV版發售後給予32/40的評分，評論者認為遊戲的世界觀與系統設計結合良好，容易產生沉浸感。在Metacritic網站上，PS4版獲得75/100的媒體平均分數，Switch版獲得79/100的分數。
根據Media Create資料，PSV版遊戲在日本發售首週獲得了當週遊戲銷量第五名的成績，同時銷量超過1萬7千份。2017年2月，日本一的社長新川宗平在訪談中提到《魯弗蘭》的銷量突破7萬份。

## 外部連結
- 官方网站（日語）
- 官方网站（繁體中文）